# Pristoceuthophilus sp. nov.
Pristoceuthophilus sp. nov. é uma espécie de insecto da família Rhaphidophoridae.
É endémica dos Estados Unidos da América.